# Bad Moon
Bad Moon (Brasil: Lua Negra ) é um filme estadunidense de 1996, do gênero terror, dirigido por Eric Red.

## Sinopse
A advogada e mãe solteira Janet fica feliz quando seu irmão, o fotojornalista Ted, vai viver com ela e seu filho Brett. Janet ignora que Ted retornou de uma desastrosa expedição ao Nepal, onde tornou-se um lobisomem. Durante uma expedição no Nepal, Ted e sua namorada são atacados por um lobisomem que mata sua namorada sendo Ted ferido cruelmente pelo licantropo matando-o em seguida com um tiro de escopeta. Logo após o episódio o pesquisador se move de volta para o noroeste do Pacífico para viver em isolamento com sua licantropia. Porém, sua irmã bem-intencionada (Mariel Hemingway) o convida para ficar com ela e seu filho (Mason Gamble) para superar a dor da perda de sua amada. As coisas logo começam a ir mal, especialmente quando o cão da família, um grande pastor alemão chamado Thor, só não pode aceitar o lobisomem entre eles, então eles decidem lutar entre si.

## Elenco
- Mariel Hemingway — Janet
- Michael Paré — Uncle Ted
- Mason Gamble — Brett
- Ken Pogue — Xerife Jenson
- Hrothgar Mathews — Flopsy
- Johanna Lebovitz — Marjorie
- Gavin Buhr — Forest Ranger
- Julia Montgomery Brown — Repórter
- Primo — Thor